# Gloria Ruyle-Douglas
Gloria Gayle Ruyle-Douglas (Toronto, 1946) es una botánica, y curadora canadiense.
Hizo numerosos viajes de exploración en Canadá; como el de 1973 a 1977, con su colega George Wayne Douglas, que habían constituido la "Douglas Ecological Consultants Ltd." en Victoria (Columbia Británica) realizando estudios botánicos y ecológicos en el "Parque Nacional Kluane", y recolectando más de 6.000 especímenes de la flora del Yukon

## Algunas publicaciones
- 1978. Ten taxa new to British Columbia. Can. J. of Botany, 56(18) : 2296-2302

### Libros
- george wayne Douglas, adolf Češka, gloria Gayle Ruyle-Douglas. 1983. A floristic bibliography for British Columbia. Ed. Province of British Columbia, Ministry of Forests. 143 pp. ISBN	0771991908